# Фильмография М. Найта Шьямалана

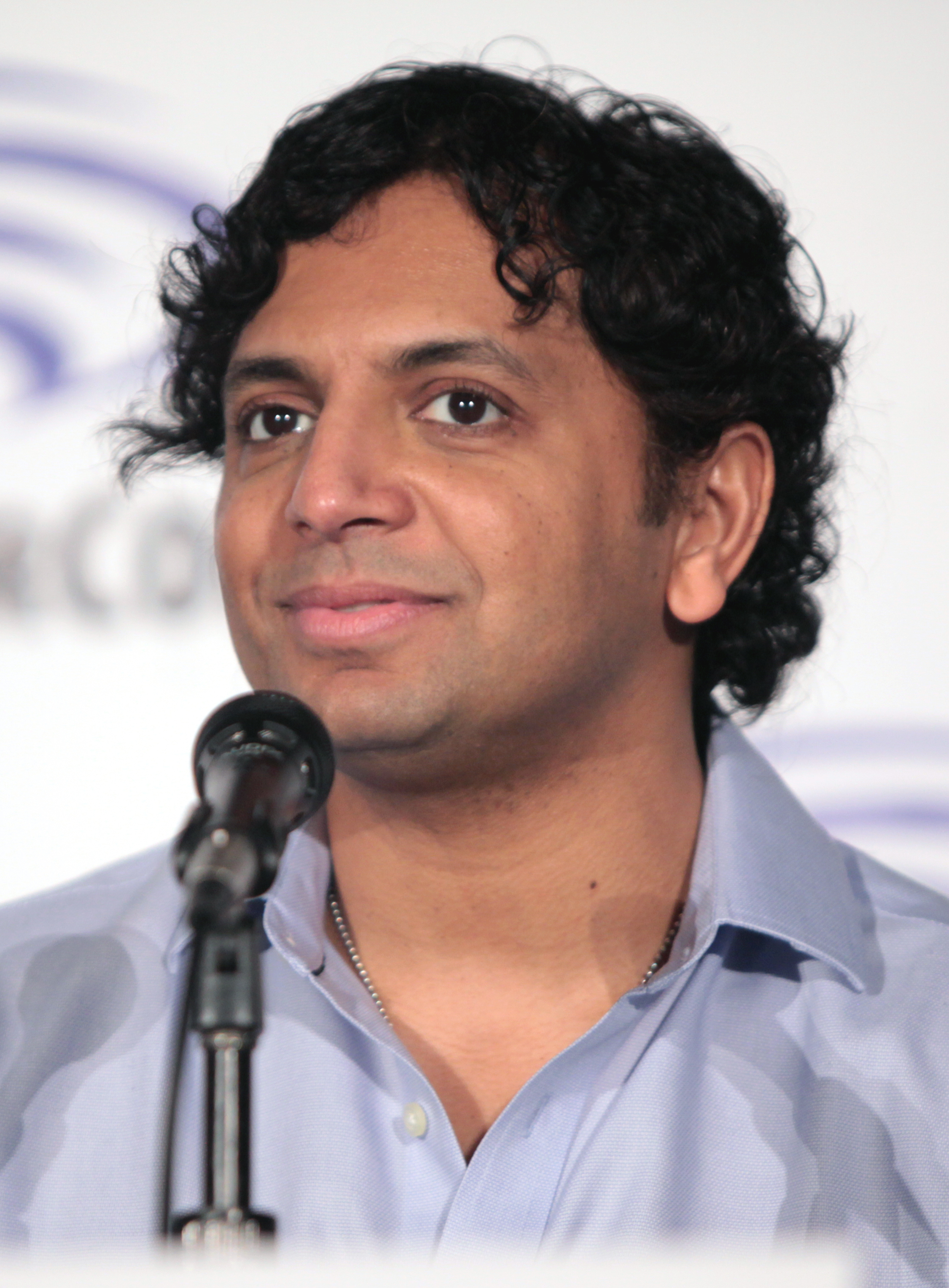
Манодж Шьямалан в 2016 году

Карьера Маноджа (М. Найта) Шьямалана (малаял. മനോജ് നെല്ലിയാട്ടു ശ്യാമളൻ; род. 6 августа 1970, Маэ, Индия), американского кинорежиссёра и сценариста индийского происхождения, началась в 1992 году, когда вышел его первый полнометражный фильм «Яростная молитва», в котором он выступил сценаристом, режиссёром, продюсером, а также снялся в главной роли. Следующим проектом Шьямалана стала картина «Пробуждение». В 1999 году вышел фильм «Шестое чувство», за который Манодж получил номинации на премию «Оскар» в категориях «Лучшая режиссура» и «Лучший оригинальный сценарий», а затем «Стюарт Литтл», где он выступил только сценаристом. Через год он снял фильм «Неуязвимый», первую часть одноимённой трилогии. Следующими частями стали «Сплит» (2016) и «Стекло» (2019).
После «Неуязвимого» Шьямалан снял картины «Знаки» (2002) и «Таинственный лес» (2004), которые увеличили его популярность среди кинозрителей и ещё больше утвердили как режиссёра, известного своими оригинальными концовками с неожиданными поворотами. Однако в следующее десятилетие последовал ряд неудачных, по сборам и критике, фильмов, таких как «Девушка из воды» (2006), «Явление» (2008), «Повелитель стихий» (2010) и «После нашей эры» (2013). В 2015 году он сотрудничал с компанией Universal Pictures над фильмом «Визит», кассовые сборы которого составили $ 98,5 млн при бюджете в $ 5 млн. Спустя год Universal выпустила его проект «Сплит», а позже картины «Стекло», «Время» (2021) и «Стук в дверь» (2023). 2 августа 2024 года в прокат вышел фильм от компании Warner Bros. Pictures «Ловушка». Следующим проектом М. Найта стал триллер «Озеро Каддо», премьера которого состоялась 10 октября того же года. В 2025 году Шьямалан начал снимать новый фильм «Остаться», главную роль в котором исполнит Джейк Джилленхол.

## Фильмы
| №  | Год  | Название фильма                                | Режиссёр  | Сценарист | Продюсер  | Комментарии                                                                | Ист.   |
| -- | ---- | ---------------------------------------------- | --------- | --------- | --------- | -------------------------------------------------------------------------- | ------ |
| 1  | 1992 | «Яростная молитва» (англ. Praying with Anger)  | зелёная ✓ | зелёная ✓ | зелёная ✓ | Студенческий фильм                                                         | [ 12 ] |
| 2  | 1998 | «Пробуждение» (англ. Wide Awake)               | зелёная ✓ | зелёная ✓ | ❌        | —                                                                          | [ 13 ] |
| 3  | 1999 | «Это всё она» (англ. She’s All That)           | ❌        | Y [ a ]   | ❌        | Переписывал сценарий, но в титрах не был указан                            | [ 14 ] |
| 4  | 1999 | «Шестое чувство» (англ. The Sixth Sense)       | зелёная ✓ | зелёная ✓ | ❌        | —                                                                          | [ 15 ] |
| 5  | 1999 | «Стюарт Литтл» (англ. Stuart Little)           | ❌        | зелёная ✓ | ❌        | —                                                                          | [ 16 ] |
| 6  | 2000 | «Неуязвимый» (англ. Unbreakable)               | зелёная ✓ | зелёная ✓ | зелёная ✓ | —                                                                          | [ 17 ] |
| 7  | 2002 | «Знаки» (англ. Signs)                          | зелёная ✓ | зелёная ✓ | зелёная ✓ | —                                                                          | [ 18 ] |
| 8  | 2004 | «Таинственный лес» (англ. The Village)         | зелёная ✓ | зелёная ✓ | зелёная ✓ | Также является исполнительным продюсером саундтрека, но в титрах не указан | [ 19 ] |
| 9  | 2006 | «Девушка из воды» (англ. Lady in the Water)    | зелёная ✓ | зелёная ✓ | зелёная ✓ | —                                                                          | [ 20 ] |
| 10 | 2008 | «Явление» (англ. The Happening)                | зелёная ✓ | зелёная ✓ | зелёная ✓ | —                                                                          | [ 21 ] |
| 11 | 2010 | «Повелитель стихий» (англ. The Last Airbender) | зелёная ✓ | зелёная ✓ | зелёная ✓ | —                                                                          | [ 22 ] |
| 12 | 2010 | «Дьявол» (англ. Devil)                         | ❌        | Y [ c ]   | зелёная ✓ | —                                                                          | [ 23 ] |
| 13 | 2013 | «После нашей эры» (англ. After Earth)          | зелёная ✓ | зелёная ✓ | зелёная ✓ | Работал в соавторстве с Гэри Уиттой на основе идеи Уилла Смита             | [ 24 ] |
| 14 | 2015 | «Визит» (англ. The Visit)                      | зелёная ✓ | зелёная ✓ | зелёная ✓ | —                                                                          | [ 25 ] |
| 15 | 2016 | «Сплит» (англ. Split)                          | зелёная ✓ | зелёная ✓ | зелёная ✓ | —                                                                          | [ 26 ] |
| 16 | 2019 | «Стекло» (англ. Glass)                         | зелёная ✓ | зелёная ✓ | зелёная ✓ | —                                                                          | [ 27 ] |
| 17 | 2021 | «Время» (англ. Old)                            | зелёная ✓ | зелёная ✓ | зелёная ✓ | —                                                                          | [ 28 ] |
| 18 | 2023 | «Стук в дверь» (англ. Knock at the Cabin)      | зелёная ✓ | зелёная ✓ | зелёная ✓ | Сценарий написан в соавторстве со Стивом Десмондом и Майклом Шерманом      | [ 29 ] |
| 19 | 2024 | «Смотрители» (англ. The Watchers)              | ❌        | ❌        | зелёная ✓ | —                                                                          | [ 30 ] |
| 20 | 2024 | «Ловушка» (англ. Trap)                         | зелёная ✓ | зелёная ✓ | зелёная ✓ | —                                                                          | [ 31 ] |
| 21 | 2024 | «Озеро Каддо» (англ. Caddo Lake)               | ❌        | ❌        | зелёная ✓ | —                                                                          | [ 32 ] |
| 22 | 2026 | «Остаться» (англ. Remain)                      | зелёная ✓ | зелёная ✓ | зелёная ✓ | Съёмочный процесс                                                          | [ 11 ] |

| • | Фильмы, которые ещё не вышли в прокат |

1. ↑  Только сценарий.
2. ↑  Ли Флеминг-младший официально числится единственным сценаристом фильма.
3. ↑  Только история.

## Телевидение
| № | Название сериала                  | Дата начала трансляции | Дата окончания трансляции | Режиссёр  | Исполнительный продюсер | Комментарии                                              | Ист.   |
| - | --------------------------------- | ---------------------- | ------------------------- | --------- | ----------------------- | -------------------------------------------------------- | ------ |
| 1 | «Сосны» (англ. Wayward Pines)     | 14 мая 2015            | 27 июля 2016              | зелёная ✓ | зелёная ✓               | Эпизод: «Where Paradise Is Home»                         | [ 33 ] |
| 2 | «Дом с прислугой» (англ. Servant) | 28 ноября 2019         | 17 марта 2023             | зелёная ✓ | зелёная ✓               | Эпизоды: «Reborn», «Jericho», «2:00», «Donkey» и «Awake» | [ 34 ] |

## Актёрские работы
| №  | Год  | Название проекта              | Роль                            | Комментарии                                  | Ист.   |
| -- | ---- | ----------------------------- | ------------------------------- | -------------------------------------------- | ------ |
| 1  | 1992 | «Яростная молитва»            | Дев Раман                       | —                                            | [ 12 ] |
| 2  | 1999 | «Шестое чувство»              | Доктор Хилл                     | —                                            | [ 35 ] |
| 3  | 2000 | «Неуязвимый»                  | Джай                            | В титрах указан как «Наркодилер на стадионе» | [ 35 ] |
| 4  | 2002 | «Знаки»                       | Рэй Редди                       | —                                            | [ 35 ] |
| 5  | 2004 | «Таинственный лес»            | Джей                            | В титрах указан как «Охранник за стойкой»    | [ 35 ] |
| 6  | 2006 | «Девушка из воды»             | Вик Ран                         | —                                            | [ 35 ] |
| 7  | 2007 | «Красавцы» (4-й сезон)        | Самого себя                     | 4-й эпизод: «Sorry, Harvey»                  | [ 36 ] |
| 8  | 2008 | «Явление»                     | Джоуи                           | Голос в телефонном звонке персонажа          | [ 35 ] |
| 9  | 2010 | «Повелитель стихий»           | Маг огня                        | В титрах не указан                           | [ 37 ] |
| 10 | 2016 | «Сплит»                       | Джай                            | —                                            | [ 35 ] |
| 11 | 2019 | «Стекло»                      | Джай                            | —                                            | [ 35 ] |
| 12 | 2019 | «Это мы» (4-й сезон)          | Самого себя                     | 2-й эпизод: «The Pool: Part Two»             | [ 38 ] |
| 13 | 2019 | «Дом с прислугой» (1-й сезон) | Курьер                          | 1-й эпизод: «Reborn»                         | [ 39 ] |
| 14 | 2020 | «Это мы» (4-й сезон)          | Самого себя                     | 12-й эпизод: «A Hell of a Week: Part Two»    | [ 40 ] |
| 15 | 2021 | «Время»                       | Водитель гостиничного грузовика | —                                            | [ 41 ] |
| 16 | 2023 | «Стук в дверь»                | Ведущий рекламных роликов       | —                                            | [ 42 ] |